# Estação Ferroviária de Elvas
A estação ferroviária de Elvas é uma interface da Linha do Leste, que serve a localidade de Elvas, no Distrito de Portalegre, em Portugal. Foi inaugurada em 4 de Julho de 1863, e ligada ainda nesse ano à fronteira com Espanha.

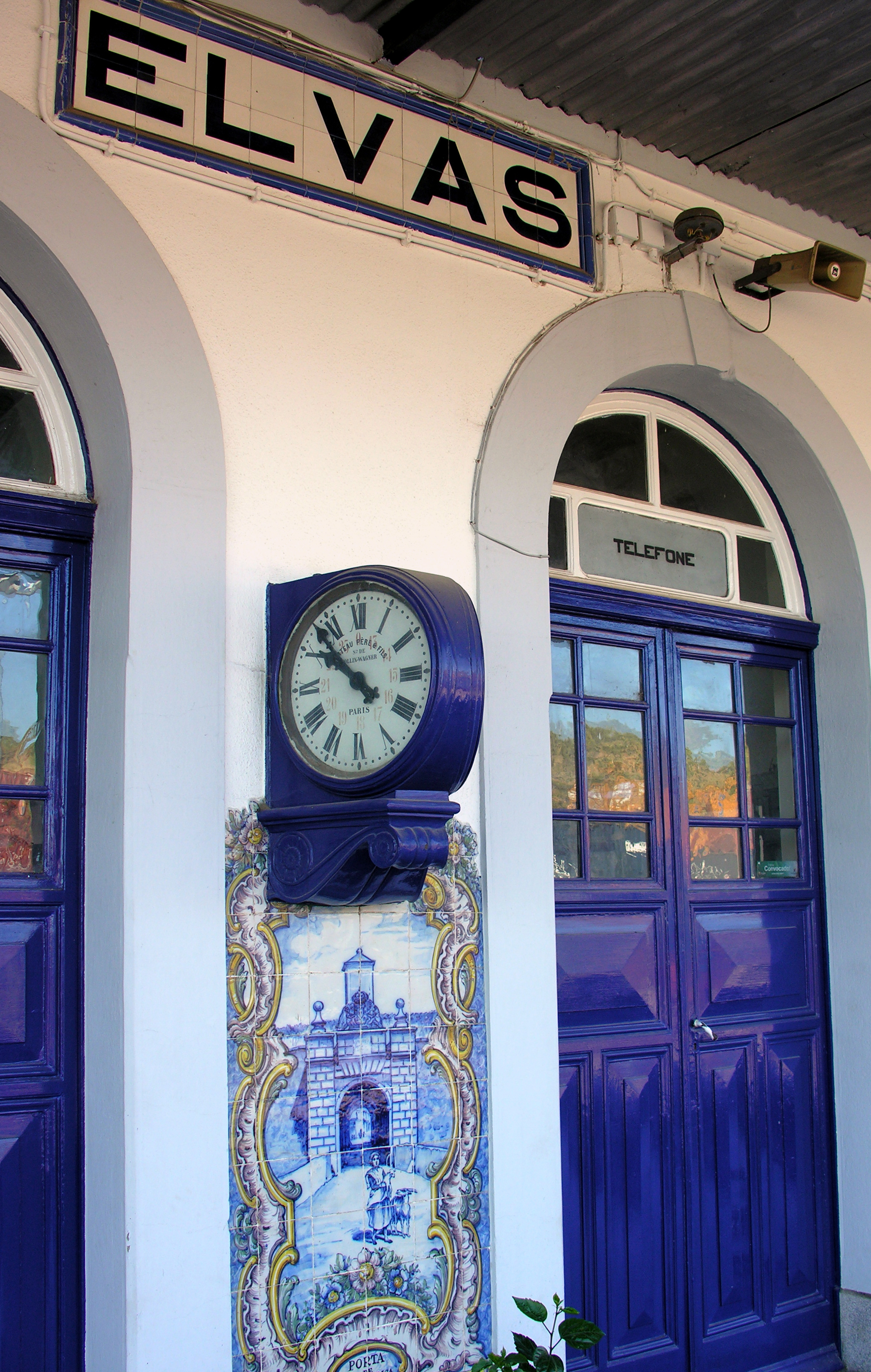
Detalhe da estação, em 2008.

## Descrição

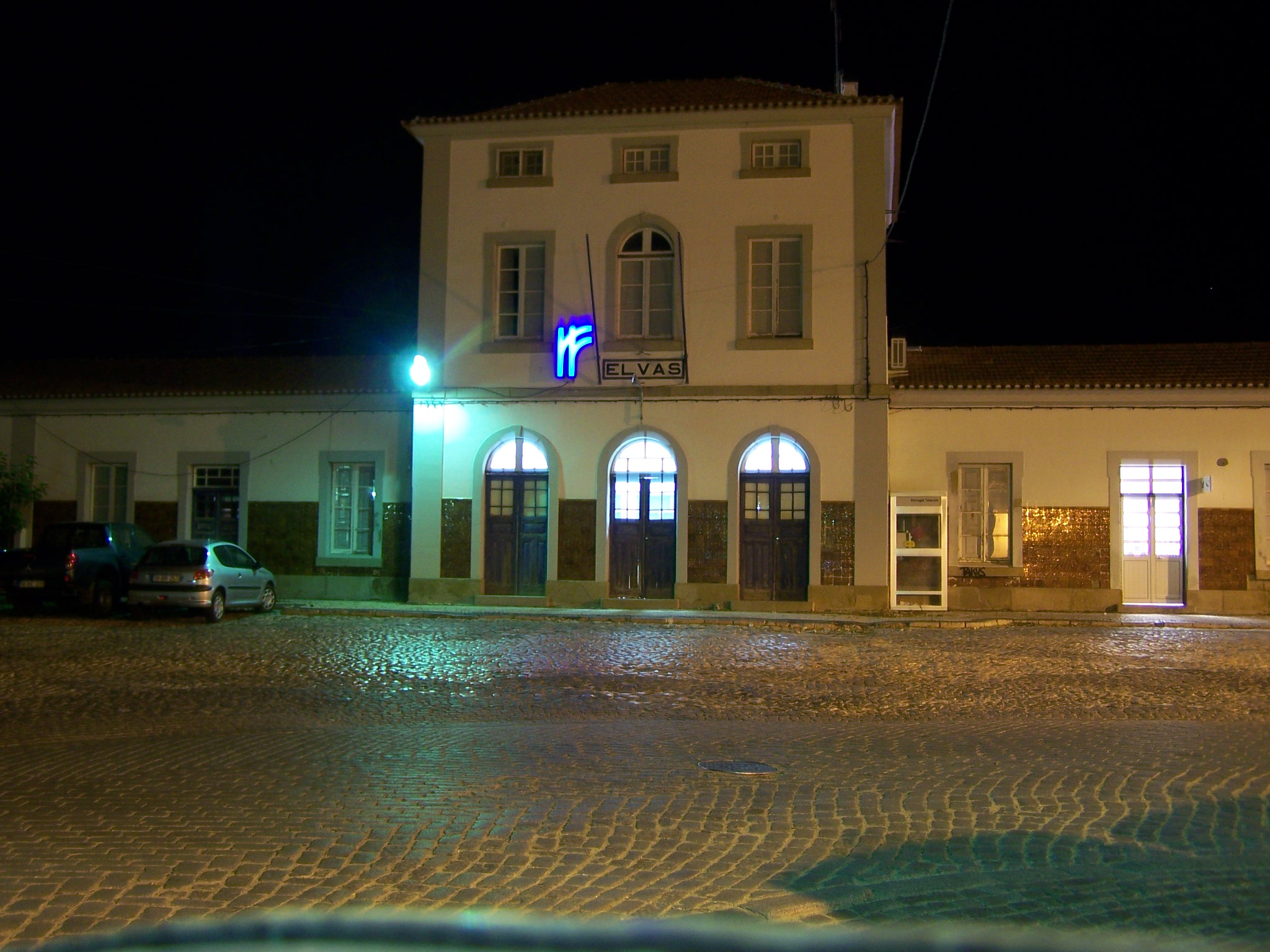
A estação à noite, em 2009.

### Localização e acessos
Esta interface situa-se na zona de Fontainhas, no limite nordeste do perímetro urbano de Elvas, tendo acesso pelo Largo da Estação, distando do centro da cidade pouco menos de três quilómetros.

### Infraestrutura
Esta interface apresenta cinco vias de circulação (I, I+IA, II, III, e V), com comprimentos entre 244 e os 750 m, sendo as vias I e II acessíveis por plataforma de 100 m de comprimento e 685 mm de altura; existem ainda cinco vias secundárias (IV, VI, VII, GI, e G2) com comprimentos entre 110 e 450 m.

O edifício de passageiros situa-se do lado sul da via (lado direito do sentido ascendente, para Badajoz). Nesta estação insere-se na rede ferroviária o ramal particular Elvas-Celeiros (EPAC).

## História

### Século XIX
Na década de 1840, o governo de Costa Cabral iniciou um ambicioso programa para o desenvolvimento do país, que incluía vários investimentos em obras públicas, especialmente transportes. Neste sentido, em 1845 uma companhia britânica propôs a construção de várias vias férreas que ligassem Lisboa ao Porto, a Madrid e a Sevilha. A linha para Sevilha deveria passar por Évora, Beja e Mértola, e ter um ramal para Estremoz e Elvas. No entanto, estes planos não foram além dos trabalhos de campo, devido à instabilidade política causada pela revolução de 1846. Com o regresso da estabilidade política, na década de 1850, o governo de Fontes Pereira de Melo renovou o interesse pela instalação de caminhos de ferro em Portugal, tendo sido contratada a construção da Linha do Leste, ligando Lisboa a Espanha por Badajoz.

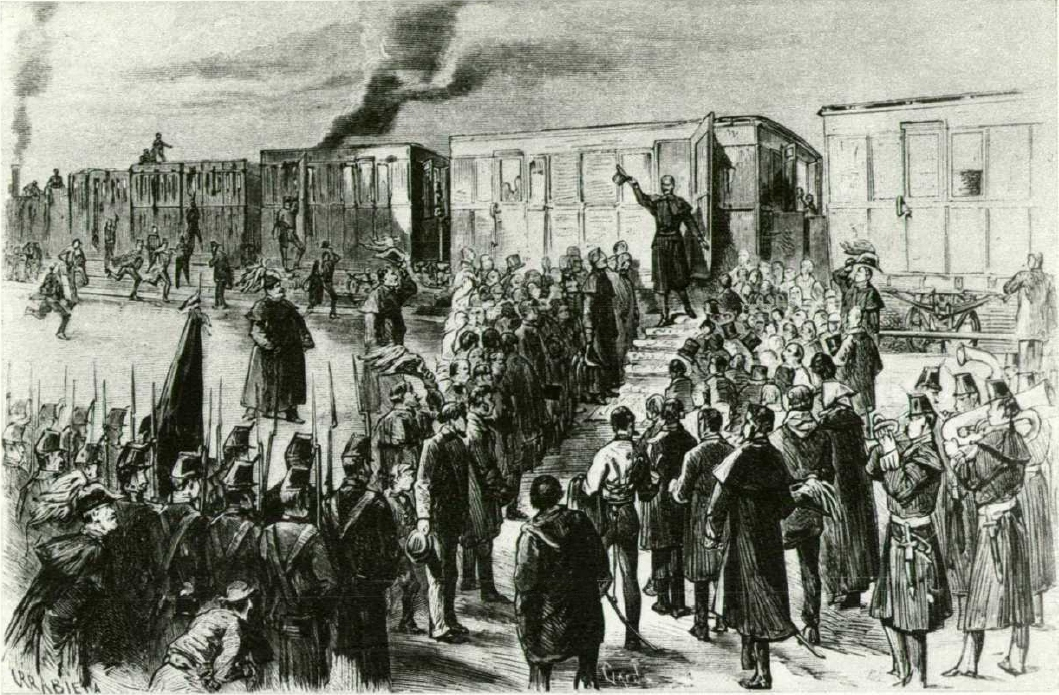
Chegada de Amadeu I de Espanha a Elvas, em 1873.

Um dos técnicos contratados para estudar e planear esta via férrea foi o engenheiro francês Wattier, que propôs um traçado entre Santarém e Elvas, ponto de passagem que considerava como essencial devido à sua importância ao nível económico e militar. Na zona de Elvas, a via férrea deveria acompanhar o Rio Seto até às proximidades da vila, devendo a estação ser implantada entre a Porta de Olivença e o Forte de Santa Luzia. Embora fazer a linha chegar a Elvas pela vertente Norte fosse menos dispendioso, o percurso pelo Rio Seto iria permitir uma melhor localização para a estação ferroviária, e uma melhor cobertura por parte das estruturas de defesa da vila. No entanto, não chegou a assinalar de forma definitiva a posição da estação de Elvas, uma vez que saiu do país antes de ter oportunidade de consultar os engenheiros do exército neste sentido. O lanço da Linha do Leste entre Crato e Elvas abriu à exploração no dia 4 de Julho de 1863, pela Companhia Real dos Caminhos de Ferro Portugueses, enquanto que o tramo seguinte, entre Elvas e a fronteira com Espanha, entrou ao serviço em 24 de Setembro do mesmo ano.
Em 1873, Amadeu I de Espanha parou na estação de Elvas durante a sua viagem de comboio até Lisboa, após ter abdicado do trono espanhol. Embora fosse oficialmente apenas uma paragem de rotina para se apresentar na alfândega, foi recebido com toda a cerimónia na estação.

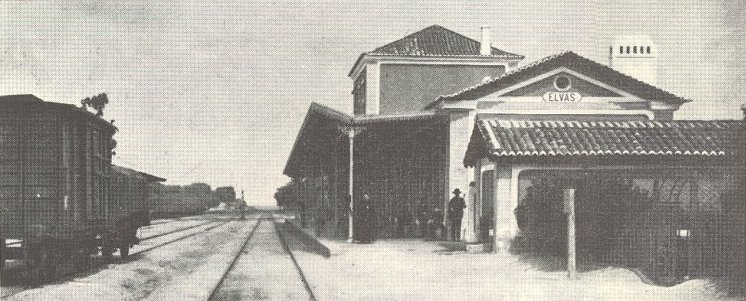
Gare de Elvas em 1889.

### Século XX

#### Projecto abandonado para Estremoz
Em 16 de Janeiro de 1899, a Gazeta noticiou que tinha sido aberto um inquérito administrativo para a apreciação do público sobre os projectos ferroviários dos Planos das Redes Complementares ao Norte do Mondego e Sul do Tejo, incluindo uma linha de Elvas até Estremoz, passando por Borba. Em 27 de Novembro de 1902 foi decretado o plano ferroviário na região a Sul do Rio Tejo, tendo uma das linhas classificadas sido a de Estremoz e Elvas. Assim, a via férrea chegou a Vila Viçosa em 1905. Uma comissão de 1927, reunida para actualizar o plano, concordou com a continuação até Elvas, mas, devido à oposição das autoridades militares, a linha não chegou a ser prolongada, ficando em Vila Viçosa.

#### Décadas de 1910 a 1930
Em 1913, existiam serviços de diligências ligando a estação à vila de Elvas e a Campo Maior.
Em 1933, a Companhia dos Caminhos de Ferro Portugueses executou várias obras de reparação e melhoramentos, no edifício de passageiros. Nesse ano, a estação foi decorada com vários painéis de azulejos, da autoria do artista Jorge Colaço. Em 1934, foram feitas reparações parciais na estação.

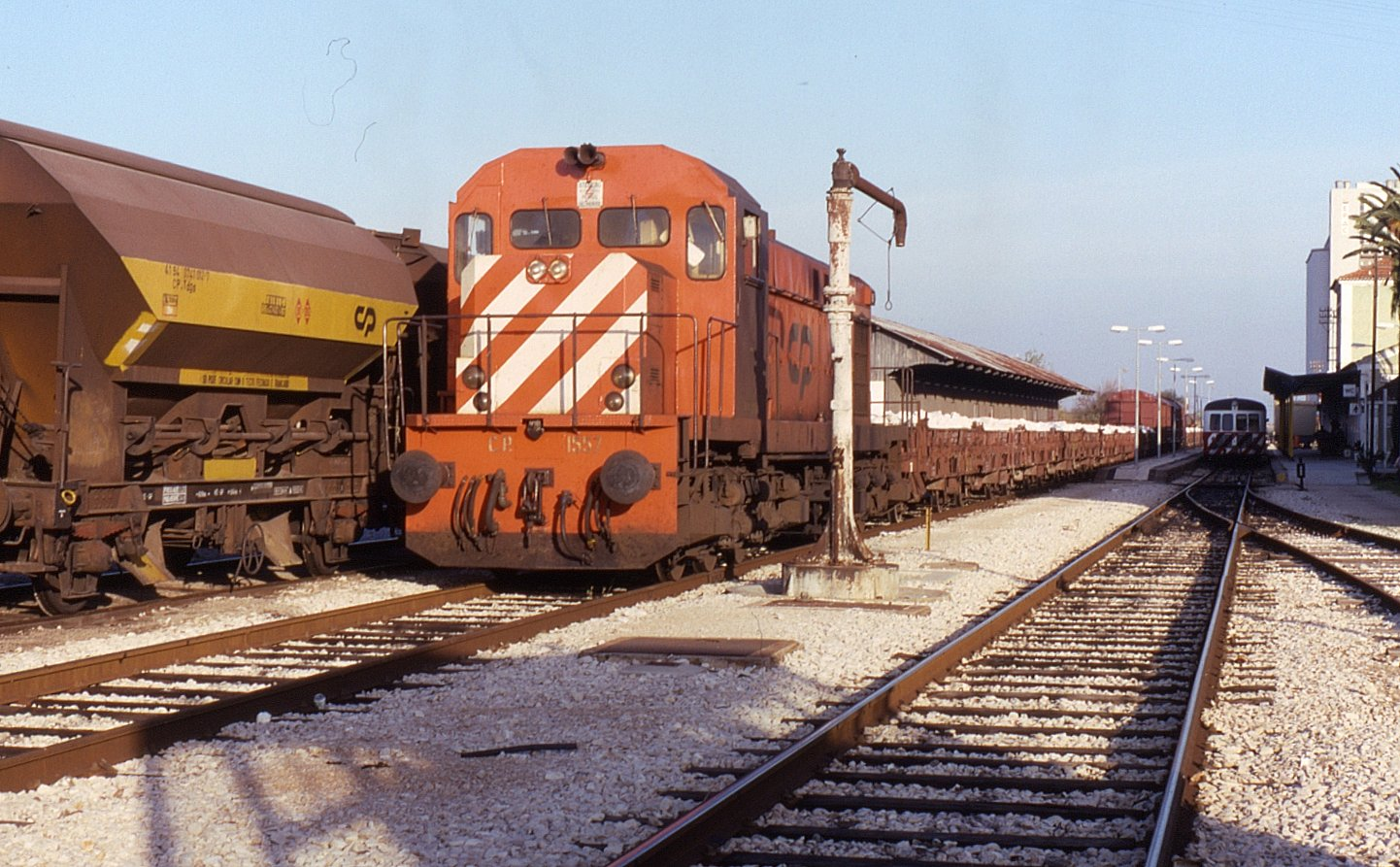
Comboios de passageiros e mercadorias na estação de Elvas, em 1993.

#### Década de 1960
Em 16 de Agosto de 1968, a Gazeta dos Caminhos de Ferro reportou que a Companhia iria em breve iniciar um programa de renovação das suas vias, incluindo a remodelação parcial do troço entre Torre das Vargens e Elvas.

### Século XXI

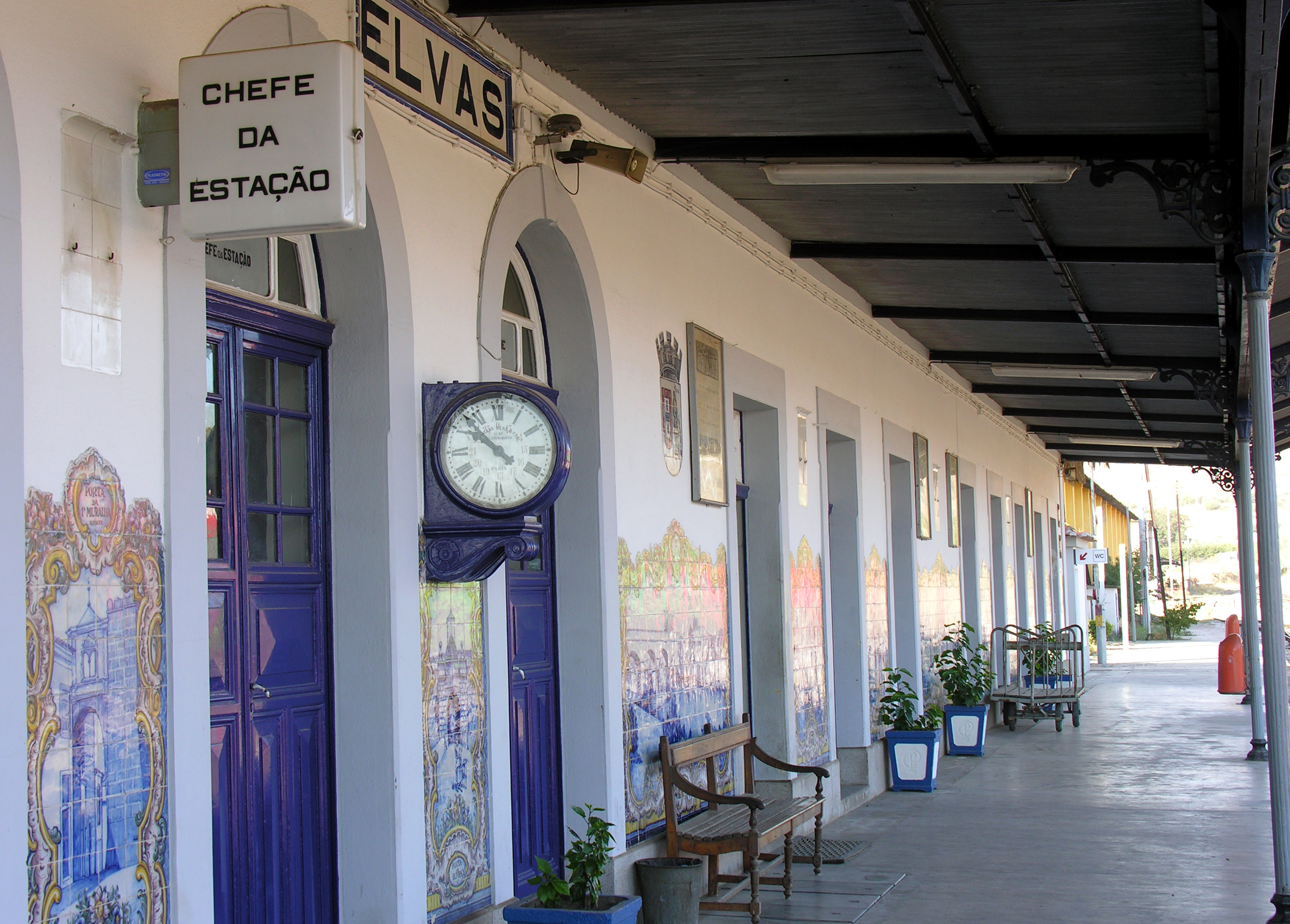
Aspeto da gare em 2005.

Segundo o Directório da Rede 2012, lançado pela Rede Ferroviária Nacional em 6 Janeiro de 2011, a estação de Elvas apresentava duas vias de circulação, com 388 e 325 m de comprimento, e duas plataformas, que tinham ambas 45 m de extensão, e 100 cm de altura; estes valores, mais tarde alterados para os atuais, refletem uma configuração assaz reduzida em comparação com a de décadas anteriores.

Em 29 de Agosto de 2017, foram retomados os comboios do Entroncamento a Badajoz, que também serviam a estação de Elvas. Em 2019, foram iniciadas as obras para a linha de Elvas a Évora, que incluiu igualmente a modificação da estação de Elvas, de forma a permitir a circulação e o estacionamento para comboios mais longos.

## Ver também

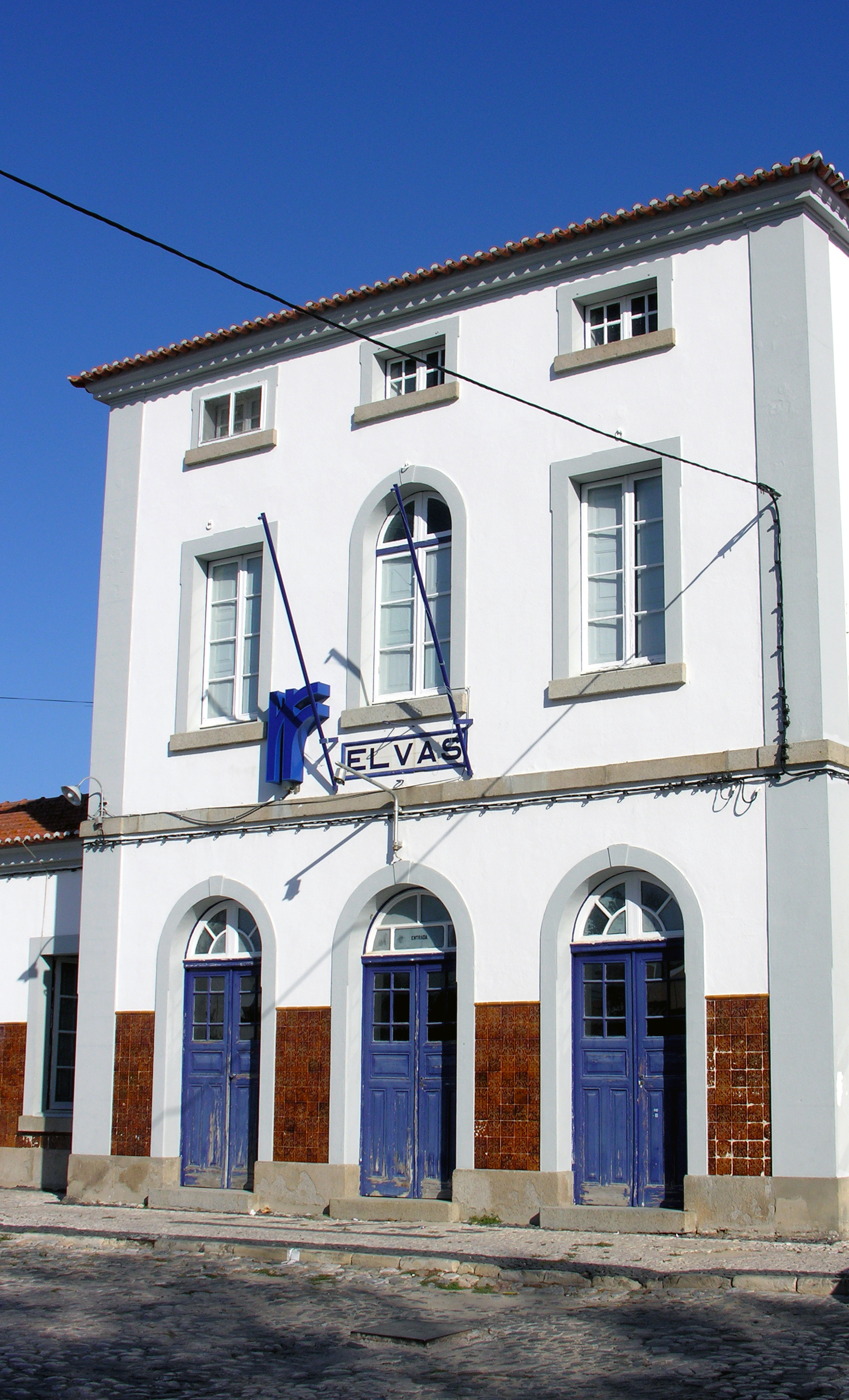
Entrada principal, em 2005.

## Leitura recomendada
- ANTUNES, J. A. Aranha;  et al. (2010). 1910-2010: O caminho de ferro em Portugal. Lisboa: CP-Comboios de Portugal e REFER - Rede Ferroviária Nacional. 233 páginas. ISBN 978-989-97035-0-6
- CERVEIRA, Augusto; CASTRO, Francisco Almeida e (2006). Material e tracção: os caminhos de ferro portugueses nos anos 1940-70. Col: Para a História do Caminho de Ferro em Portugal. 5. Lisboa: CP-Comboios de Portugal. 270 páginas. ISBN 989-95182-0-4
- QUEIRÓS, Amílcar (1976). Os Primeiros Caminhos de Ferro de Portugal: As Linhas Férreas do Leste e do Norte. Coimbra: Coimbra Editora. 45 páginas
- SALGUEIRO, Ângela (2008). A Companhia Real dos Caminhos de Ferro Portugueses: 1859-1891. Lisboa: Univ. Nova de Lisboa. 145 páginas